# Norwegian Wood (This Bird Has Flown)
"Norwegian Wood (This Bird Has Flown)" é uma canção da banda britânica The Beatles, lançada em 1965 no álbum Rubber Soul.  Foi composta principalmente por John Lennon, com colaboração de Paul McCartney em algumas partes. A letra foi inspirada em uma relação extraconjugal de John, na época casado com Cynthia Lennon. George Harrison usou um instrumento indiano pela primeira vez nessa música, o sitar. George estava estudando música indiana na época, acabou comprando um sitar e o usou pela primeira vez em uma música de rock.
Esteve presente na lista das 500 melhores canções de todos os tempos da revista Rolling Stone.

## Créditos
- John Lennon – violão, vocal
- Paul McCartney – baixo, vocal de apoio
- George Harrison – sitar, violão de doze cordas
- Ringo Starr – pandeirola, bumbo, címbalos de dedo, maracas